# 铁力镇
铁力镇，是中华人民共和国黑龙江省伊春市铁力市下辖的一个乡镇级行政单位。

## 行政区划
铁力镇下辖以下地区：
西城社区、宏伟社区、正阳社区、向阳社区、站前社区、群英社区、团结社区、东林社区、东岗社区、东风社区、满天红村、满江红村、东兴村、五一村、山头村和东胜村。